# Seznam ekologů
Ekolog je vědec zabývající se na vědecké úrovni ekologií.

## A-D
- Warder Allee (USA)
- Michael Begon
- John Beard (Spojené království)
- Dwight Billings (USA)
- James Brown (USA)
- Arthur Cain (USA)
- Rachel Carsonová (USA)
- Frederic Clements (USA)
- Jacques-Yves Cousteau (Francie)
- Pierre Dansereau (Kanada)
- Frank Fraser Darling (Spojené království)
- Dieter Mueller-Dombois

## E-H
- Katharina A. M. Engelhardt (USA)
- Douglas Futuyma (USA)
- James E. Fyke (USA)
- Henry Gleason (USA)
- Garrett Hardin (USA)
- Jeff Harvey (USA)
- C.S. Holling (Kanada)
- Stephen Hubbell (USA)
- J. Michael Fay (USA)
- Emil Hadač (Česko)
- J. L. Harper (Spojené království)

## I-L
- Jan Jeník (Česko)
- Jan Keller (Česko)
- Pavel Kindlmann (Česko)
- David Lack (Spojené království)
- Hugh Lamprey (Spojené království)
- Louis Legendre
- Jan Lepš (Česko)
- Simon A. Levin
- Thomas Lovejoy (USA)
- James Lovelock (Spojené království)

## M-P
- Ramón Margalef (Španělsko)
- Robert MacArthur (USA)
- Robert May (USA)
- Karl Möbius (Německo)
- Howard Nelson (Trinidad a Tobago)
- Eugene Odum (USA)
- Howard Odum (USA)
- Ruth Patrick (USA)
- Václav Petříček (Česko)
- Karel Pivnička (Česko)
- Petr Major (Česko)

## Q-T
- Derek Ratcliffe (Spojené království)
- Edward Ricketts (Spojené království)
- Michael Rosenzweig (USA)
- Richard W. Halsey (USA)
- Paul Sears (USA)
- Daniel Simberloff (USA)
- Arthur Tansley (USA)
- David Tilman (USA)

## U-Z
- Robert Ulanowicz (USA)
- Robert Whittaker
- Edward Osborne Wilson (USA)
- Sergej Vinogradskij (Rusko)
- Christian Wissel (Německo)
- Alois Zlatník (Česko)